# Paramagnetisme

Paramagnetisch materiaal zonder extern magnetisch veld

Paramagnetisch materiaal in zwak magnetisch veld

Paramagnetisch materiaal in sterk magnetisch veld

Paramagnetisme is een vorm van magnetisme waarbij in de afwezigheid van een uitwendig  veld geen spontane magnetisatie optreedt, hoewel het materiaal wel ongepaarde spins bevat. Een goed voorbeeld is de stof zuurstofgas, O2.
Deze ongepaarde spins zijn kleine magneetjes ter grootte van een enkel atoom. In een paramagneet zijn deze spins niet geordend en hun willekeurige oriëntatie zorgt ervoor dat de totale magnetisatie nul is. Indien blootgesteld aan een uitwendig veld treedt echter gedeeltelijke ordening op en wordt er een magnetisatie geïnduceerd. Dit zorgt ervoor dat een paramagneet een aantrekkende kracht van het uitwendige veld ondervindt. Dit is in tegenstelling met diamagnetisme, waar juist afstoting plaatsvindt.
Bij hogere temperaturen wordt dit effect steeds geringer omdat de temperatuurbeweging de ordening tegenwerkt. De aantrekkingskracht is evenredig met de veldgradiënt van het uitwendige veld en de evenredigheidsconstante wordt de magnetische susceptibiliteit  χ ("ontvankelijkheid") genoemd. De aantrekkingskracht kan gemeten worden door het materiaal in een weegschaal te leggen en dan in een veldgradiënt van bekende grootte te hangen. Meestal wordt een dergelijke meting gedaan als functie van de temperatuur. Wanneer het materiaal een pure paramagneet is, is de grafiek van 1/χ tegen de absolute temperatuur een rechte lijn door de oorsprong. Uit de helling kan de grootte van de individuele atomaire spins afgeleid worden.
Het hogetemperatuurgedrag van ferro-, ferri- en antiferromagneten (boven de Curie- of Néeltemperatuur) leidt ook tot een rechte lijn, maar deze gaat niet door de oorsprong, ten gevolge van de koppeling van de spins in deze materialen.
Deze koppeling vindt plaats door het gehele materiaal heen. Indien er alleen koppeling plaatsvindt in afzonderlijke clusters ontstaat er superparamagnetisme, daarbij gaat de rechte lijn door de oorsprong, maar de helling verraadt een "atomaire" spin die veel te groot is voor een enkel atoom.
De meeste metalen vertonen een bijzondere vorm van paramagnetisme: Pauliparamagnetisme. In deze materialen is er in principe een zeer groot aantal ongepaarde spins, maar ten gevolge van de elektronische bandstructuur is slechts een klein aantal daarvan beschikbaar voor het inductieproces, namelijk die elektronen die in energie niet veel van het Fermi-niveau verschillen. Dit leidt tot een danig verzwakte vorm van paramagnetisch gedrag. In sommige gevallen is het zo zwak dat het diamagnetisme van alle overige elektronen overweegt. Een goed voorbeeld daarvan is het metaal goud.